# 參議院宮

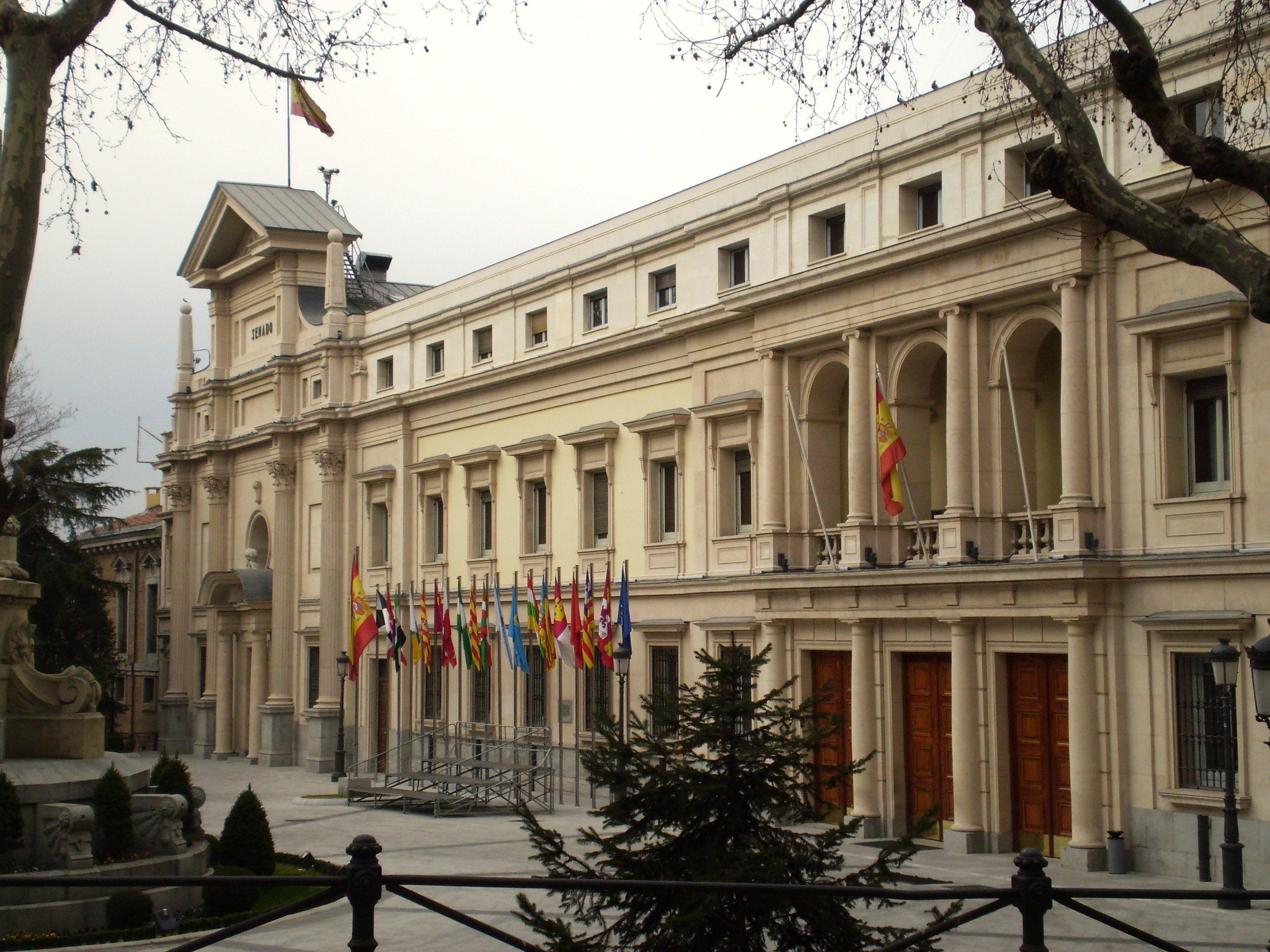

參議院宮（Palacio del Senado）是西班牙國會參議院的辦公場所，位於馬德里市中心的西班牙海軍廣場。這座建築修建於16世紀。在1814年和1820年至1823年期間，該建築亦曾是西班牙國會的辦公地點。